# Яванський тигр
Яванський тигр (Panthera tigris sondaica) — підвид тигрів, що мешкав на індонезійському острові Ява. Судячи з усього, цей підвид вимер у 80-их роках двадцятого століття через полювання та руйнування звичного середовища, але зникнення стало надзвичайно ймовірним починаючи з 1950-тих років, коли кількість тигрів на Яві скоротилась до 25 особин. Останнього яванського тигра бачили в природі в 1979 році. Є ймовірність існування деякої кількості тигрів на Західній Яві, але факти не підтверджені.

## Резерви Яванського тигра
У 1950-их роках на Яві залишалося 20-25 тигрів. Половина їх були у відомому Національному парку «Уджунг-Кулон». У 1960-их тигрів бачили лише на території цього заповідника, а також у Національному парку «Балуран». До 1972 року кількість яванських тигрів знизилась до 7 в недавно сформованому «Лісовому заповіднику «Меру Бетірі», і можливо 5 десь у іншому місці. 1979 року залишалося тільки 3 тигри. Відтоді не зафіксовано підтверджених фактів існування цього виду. Точний час вимирання залишається невідомим, але є ймовірність, що це відбулось у середині 1980-их.

## Зовнішність
Яванський тигр був дуже маленьким як порівняти з іншими видами. Самці мали вагу між 100 кг і 141 кг, в середньому 2,45 м завдовжки. Самиці важили між 75 кг і 115 кг, завдовжки були менші за самців.

## Виявлення Яванського тигра
Часом надходять повідомлення про ще декількох тигрів, яких нібито бачили в східній частині острова Ява, де 30 % сухопутної поверхні покриті лісом. Найімовірніше 'тигри', яких бачили, є леопардами, що здалеку були схожі на тигрів. Хоча низка дослідників заперечує це.
У листопаді 2008, невпізнане тіло жінки (найімовірніше гірської мандрівниці) було знайдене в «Mount Merbabu National Park», центральна Ява, нібито померлої від нападу тигра. Сільські жителі, які виявили тіло, казали, нібито бачили тигра поблизу.
Інша нещодавня зустріч відбулася в «Magetan Regency», східна Ява, в січні 2009 року. Деякі сільські жителі бачили тигра з 2 кошенятами, які проходили неподалік села, і аж до гори Лаву (Lawu).
Національний парк Meru Betiri спеціально створено для пошуку можливих особин, що збереглись. Нині існування цього парку перебуває під загрозою через відкриття на його території родовищ золота. Три компанії, що добувають золото, хочуть привласнити його землі собі.